# Sergio Marcianò
Sergio Marcianò (Roma, 14 dicembre 1922 – Chiuro, 16 febbraio 2007) è stato un presbitero, compositore e organista italiano.

## Biografia
Inizia giovanissimo lo studio della musica sotto la guida di Luigi Picchi presso il Seminario di Como. Consegue successivamente i diplomi in Pianoforte, Organo, Composizione e Polifonia vocale presso il Conservatorio di Milano. Dal 1954 inizia a pubblicare composizioni organistiche e vocali per l'editore "Schola" di Como e dal 1963 inizia la collaborazione con la Casa Editrice Carrara di Bergamo, presso cui pubblicherà l'intera sua produzione. Ricopre vari incarichi come organista e maestro di cappella presso la Chiesa di S. Martino di Tirano (1954-1959), nella Collegiata di Sondrio (1959-1971) e nella Basilica di S. Vittore di Varese (1972-1976). Nel 1972 assume l'incarico di docente di Organo e composizione organistica presso il Conservatorio Antonio Vivaldi di Alessandria, svolgendo contemporaneamente un'intensa attività concertistica in Italia e in Europa.
Negli ultimi anni della sua vita si stabilisce a Sondrio, dove continua incessantemente la sua attività concertistica e di composizione. Muore tragicamente in un incidente stradale la sera del 16 febbraio 2007 a Chiuro all'età di 84 anni.

## Discografia
L'opera completa per organo (1954-1995), eseguita dall'autore, in 7 CD Bongiovanni, Bologna.
Opere per organo e da camera, Edizioni Carrara BG, 2000. 
Opere corali, Coro Polifonico Astiense, SMC Records Ivrea, 2006.